# Designated hitter

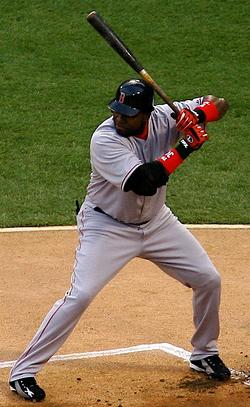
Designated hittern David Ortiz 2006.

Designated hitter (DH) (på svenska ungefär: utvald slagman) är en position i baseboll. DH:n spelar bara offensivt och ersätter en försvarsspelare, som nästan alltid är pitchern.
Numera har nästan alla basebolligor i världen, inklusive svenska elitserien, anammat regeln. Ett viktigt undantag var länge National League i Major League Baseball (MLB).
Designated hitter är ingen position man blir från början, utan det är oftast äldre spelare som inte spelar defensivt längre utan bara slår. I vissa fall tar man bara en bra spelare i laget som inte platsar defensivt och spelar honom som DH i stället.

## Major League Baseball
Designated hitter introducerades i American League, den ena av de två ligorna i MLB, 1973. Idén hade föreslagits redan i slutet av 1800-talet och sedan 1906 av den legendariska tränaren Connie Mack. Den togs upp igen 1928 av den dåvarande presidenten i National League, men företrädare för American League förkastade förslaget. I början av 1970-talet var ägaren till Oakland Athletics, Charlie Finley, en stor förespråkare av idén och han ansåg att om man satte in en slagman att slå i stället för pitchern, som oftast var en dålig slagman, skulle det ge basebollen mer offensivt spel vilket skulle locka mer publik. Designated hitter-regeln antogs för American League vid ett möte i Chicago den 11 januari 1973. American League låg vid den här tidpunkten efter National League både poäng- och publikmässigt. National League antog inte regeln, och detta var första gången som de båda ligorna inte hade samma regler. Regeländringen var den största i MLB sedan 1903, då det bestämdes att foulslag skulle räknas som strikes. Från början skulle regeln bara gälla under en försöksperiod om tre år, men senare blev den permanent. När National League röstade om saken 1980 förlorade DH-förespråkarna med mycket liten marginal. MLB bestämde att även National League skulle använda designated hitter-regeln som ett tillfälligt undantag under den av covid-19-pandemin kraftigt förkortade säsongen 2020. Två år senare infördes regeln permanent i National League som en del av ett nytt kollektivavtal mellan ligan och spelarfacket.
Redan från början när designated hitter-regeln infördes i American League var motståndet bland vissa fans stort. De ansåg att regeln skadade spelets integritet. Motsättningarna mellan de som är för och de som är mot regeln består än i dag.
I början gällde inte designated hitter-regeln i World Series, där mästarna i American League och National League möts. 1976–1985 gällde regeln i World Series under jämna år. 1986 antogs regeln att designated hitters användes i de matcher där klubben från American League hade hemmaplan. Samma gällde i de matcher i grundserien som spelas mellan klubbar från American League och National League, så kallat interleague play. Sedan 2022 tillämpas designated hitter-regeln alltid i dessa sammanhang.
I MLB:s all star-match användes designated hitter-regeln 1989–2009 när matchen spelades i en arena som tillhörde en klubb i American League. Sedan 2010 används regeln under alla all star-matcher.

## Kända designated hitters

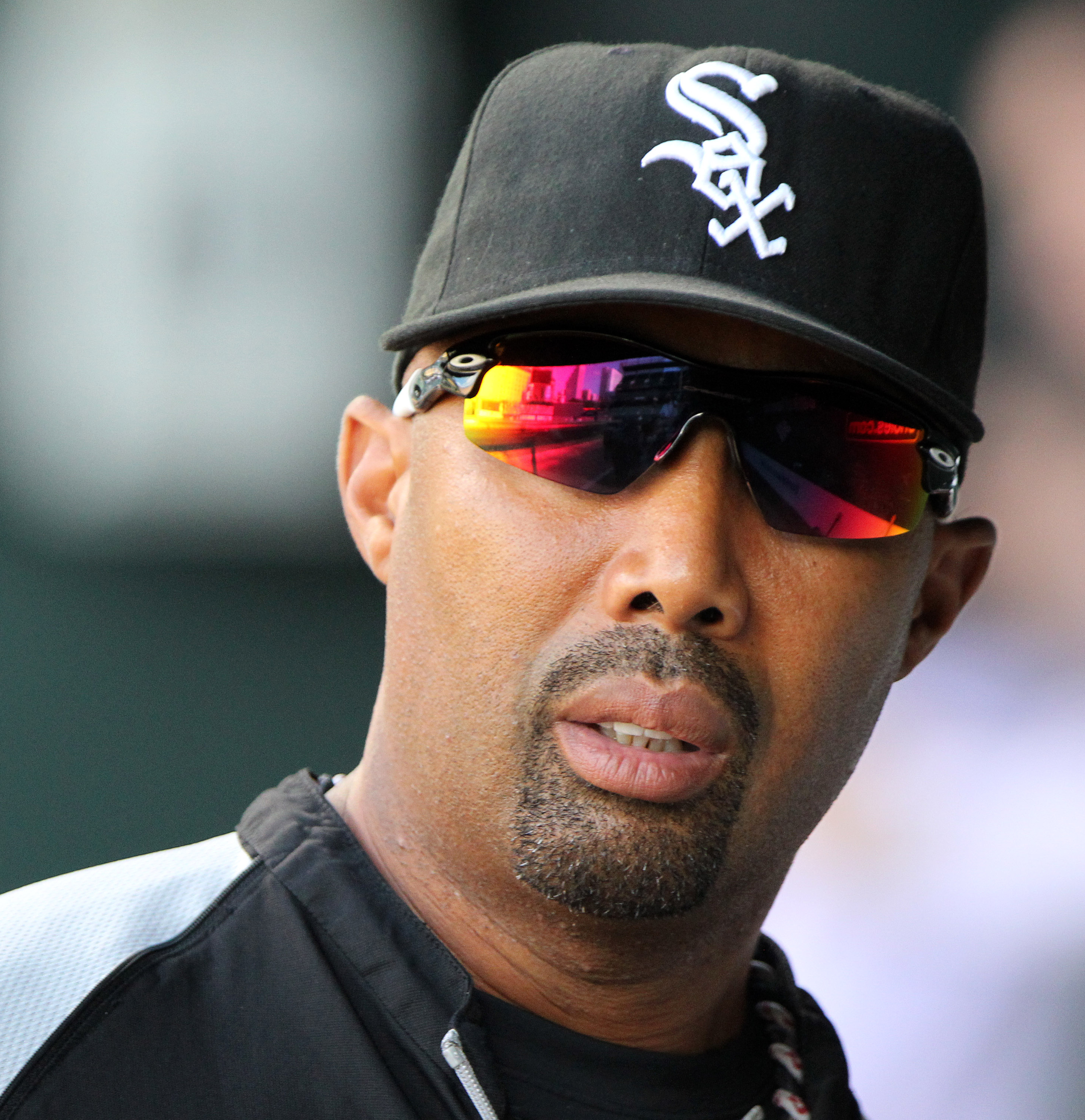
Designated hittern Harold Baines 2011.

Följande tre designated hitters hade till och med 2024 valts in i National Baseball Hall of Fame:
- Harold Baines
- Edgar Martínez
- David Ortiz